# Autobahnring Shenyang
Der Autobahnring von Shenyang (chinesisch 沈阳绕城高速公路, Pinyin Shěnyáng ràochéng gāosù gōnglù, englisch Shenyang Ring Expressway), chin. Abk. G1501, ist ein lokaler Autobahnring rund um die Metropole Shenyang im Nordosten der Volksrepublik China. Er weist eine Länge von 82 km auf. Auf Teilen des Autobahnrings verlaufen die Autobahn G1 und die G1113. Ferner kreuzt ihn die regionale Autobahn G1212 und die Strecke der G15 beginnt an ihm.